# Gyula Kellner
Gyula Kellner (født 11. april 1871 i Budapest, død 28. juli 1940 i Szolnok) var en ungarsk atlet, som deltog i de første moderne olympiske lege 1896 i Athen.

## Idrætskarriere
Kellner begyndte at dyrke flere sportsgrene, mens han gik i skole, heriblandt brydning, svømning, cykelløb, gymnastik og vægtløftning, men kastede efterhånden sine kræfter på atletikken, først sprint og kapgang, men senere langdistanceløb. Han deltog i maratonløbet ved OL 1896 i Athen som en ud af 17 deltagere, der stillede til start i løbet den 10. april. Tre grækere, Spiridon Louis, der vandt foran Kharilaos Vasilakos og Spyridon Belokas, kom i mål før Kellner, men ungarerne protesterede over, at Belokas havde fået en tur med en vogn i dele af løbet, hvorpå Kellners fjerdeplads blev opgraderet til en tredjeplads.

## Øvrige karriere
Efter afslutningen af sin idrætskarriere blev Kellner medejer af og senere direktør for trykkeriet Kellner og Mohrlrüder. Hans søn, Kornel Késmárki, var i 1920'erne Ungarns bedste atlet (spring) og deltog i OL 1928.